# Grotniki Drawskie
Grotniki Drawskie – nieistniejący przystanek kolejowy w Złocieńcu w Polsce, w województwie zachodniopomorskim, w powiecie drawskim, w gminie Złocieniec.